# Élections communales et régionales djiboutiennes de 2022
Les élections communales et régionales djiboutiennes de 2022 ont lieu le 11 mars afin de renouveler pour cinq ans les conseillers communaux et régionaux de Djibouti. Un second tour prévu le 1er avril 2022 n'a finalement pas lieu, tous les sièges ayant été pourvus dès le premier tour.
Initialement prévues pour le 25 février, les élections sont reportées d'un mois en raison de la Pandémie de Covid-19.
Les élections sont remportées par l'Union pour la majorité présidentielle (UMP), qui se présente sans opposition dans cinq des six régions. Les scrutins connaissent un engouement surprenant dans un contexte d'absence d'opposition.
Dépourvue de moyens et divisée par des querelles internes entretenues par le pouvoir, l'opposition ne parvient à nouveau pas à émerger,.